# Scott O'Hara
Scott O'Hara (Grants Pass, 16 oktober 1961 – San Francisco, 18 februari 1998) was een Amerikaans pornoacteur, schrijver, dichter en uitgever. 

## Leven
O'Hara werd geboren als John R. Scott op 16 oktober in Grants Pass, Oregon. Professioneel stond hij bekend als "Scott O'Hara" of "Spunk", namen die hij gedurende zijn volwassen leven steevast gebruikte. In een essay getiteld "A Dick by Any Other Name" schrijft hij dat hij als van kinds af aan wist dat hij een wisselkind was, en de volgende achttien jaar op zoek was naar zijn echte naam.
Hij kwam voor het eerst in de schijnwerpers toen hij de titel "De Man met de Grootste Pik in San Francisco" kreeg bij een wedstrijd aan het begin van de jaren tachtig. Die titel werd vervolgens zijn handelsmerk voor de rest van zijn porno- en professionele carrière. Tussen 1983 en 1988 trad hij op in meer dan twintig homo- en biseksuele films, waarvan er verschillende zijn zeldzame talent tot auto-fellatio lieten zien.
O'Hara was een voorzichtig voorstander van barebacking, waarbij hij de vrijheid van angst voor risico prees, maar in 1994 had hij toch "HIV+" op zijn schouder getatoeëerd. Vier jaar later stierf hij aan AIDS gerelateerde complicaties. 
Hij liet zijn persoonlijke papieren, bestaand uit 39 dozen dagboeken, correspondentie, notities en manuscripten, na aan de John Hay Library van de Brown University.

## Videografie
- 1982: Winner Takes All
- 1983: California Blue
- 1984: Ramcharger
- 1984: Slaves for Sale 2
- 1985: The Joys of Self-Abuse
- 1985: The Other Side Of Aspen 2
- 1985: Sgt. Swann's Private Files
- 1985: Sighs
- 1986: Advocate Men Live! 1
- 1986: Below the Belt
- 1986: The Guy Next Door
- 1986: Hung and Horny
- 1986: Oversized Load
- 1986: Sex-Hunt
- 1986: Stick Shift
- 1987: In Your Wildest Dreams
- 1987: Switch Hitters 2
- 1988: Advocate Men Live! 4
- 1988: Double Standards
- 1988: Head Over Heels 1
- 1988: New Recruits
- 1992: The Sex Party

## Publicaties
- Do It Yourself Piston Polishing (for Non-Mechanics) (Badboy, 1996)
- Autopornography: A Memoir of Life in the Lust Lane (New York: Haworth Press, 1997)
- Rarely Pure and Never Simple: Selected Essays of Scott O'Hara (New York: Haworth Press, 1999)
- Steam: A Quarterly Journal for Men (1993–1995)

- International Standard Name Identifier: 0000 0000 4403 7527
- Library of Congress Control Number: n96080654
- Nationale Bibliotheek van Israël: 987007418194305171
- SNAC: w6100701
- Système universitaire de documentation: 102525439
- Virtual International Authority File: 48497193
- WorldCat: E39PBJy4cm9GrkgqV477mCT4MP